# 鳥居峠の戦い
鳥居峠の戦い（とりいとうげのたたかい）とは天正10年（1582年）に起きた、織田軍と武田軍による信濃国鳥居峠における戦いである。

## 織田信忠の出陣
2月12日織田信忠が出陣し、土田に宿営。
2月13日高野に陣を移す。
2月14日岩村に到着、陣を構える。

### 織田信長の援軍派遣
信長は以下の武将を援軍として派遣した。滝川一益、河尻秀隆、毛利長秀、水野直盛、水野忠重。

### 小笠原信嶺の寝返り
2月14日、信州松尾城主の小笠原信嶺が織田方への寝返りを表明。これを受けて団忠直と森長可を先陣として晴南寺へ進軍。木曽峠を越え、梨子野峠へ軍を進める。
小笠原信嶺がこれに呼応。

## 飯田城の攻防
武田方の坂西織部と保科正直が籠城。2月14日夜守りきれないと判断し退却。

### 森長可の追撃
2月15日：森長可が退却する敵を約11km追撃。市田にて逃げ遅れた敵約10騎を討ち取る。

## 鳥居峠の戦い
2月16日　武田方は今福昌和を大将とする部隊が奈良井より鳥居峠に向かい、織田方は木曽軍が峠付近に分散展開した。武田方が押す局面もあったが、最終的に峠攻略を果たすことはできなかった（甲乱記）。（なお、信玄公記には、武田方は足軽部隊が藪原から鳥居峠へ進軍し、織田方が、奈良井坂から鳥居峠に向かったとする記載があるが、地理的に真逆であり、誤記と指摘されている（平山優・武田氏滅亡）。）
討ち取られた武田方の将、跡部治部丞、有賀備後守、笠井某、首級の総数は40余り。

### 織田方の増援
木曽方面からの増援部隊は織田長益、織田孫十郎、稲葉貞通、梶原景久、塚本小大膳、水野藤次郎、梁田彦四郎、丹羽氏次。
これらの軍勢は木曽義昌と共に鳥居峠を占領した。

### 深志城の情勢
馬場信春の息子である馬場昌房が深志城に籠城し、鳥居峠に対峙して陣を構えた。